# Venezia Football Club
El Venezia Football Club és un club de futbol italià de la ciutat de Venècia, a la regió del Vèneto. Fou fundat l'any 1907 i actualment juga a la Serie B del Calcio italià.

## Història
L'equip fou fundat el 14 de desembre de 1907 com a Venezia Foot Ball Club, però després va passar per diverses refundacions i canvi de nom (Associazione Calcio Venezia del 1919 al 1930, del 1945 al 1983 i de nou del 1989 al 2005, Società Sportiva Serenissima el 1930, Associazione Fascista Calcio Venezia el 1934, Calcio Venezia el 1983, Calcio Venezia-Mestre el 1987, Associazione Calcio Venezia 1907 el 1991, Società Sportiva Calcio Venezia el 2005 i Foot Ball Club Unione Venezia el 2009).
El club aconseguí el seu primer títol l'any 1941 en guanyar la Coppa Italia enfront l'AS Roma, gràcies al lideratge de Valentino Mazzola i Ezio Loik. Posteriorment tornà a ser finalista d'aquest torneig l'any 1943, però en aquesta ocasió la perdé enfront del Torino FC. Dintre de les lligues inferiors, l'equip guanyà la Serie B els anys 1961 i 1966, la Serie C1 els anys 1936 i 1956 i la Serie C2 l'any 2006.
Recentment ha esdevingut un equip ascensor entre la Serie A i la Serie B del Calcio italià. L'últim any en què el Venezia estigué a la Serie A fou el 2002 i en finalitzar aquella temporada, el seu president Maurizio Zamparini decidí comprar l'Unione Sportiva Città di Palermo iendur-se gran part de la plantilla, provocant una greu crisi a l'entitat que acabà amb la bancarrota del club l'any 2009.
El 27 de juliol de l'any 2009 l'equip es refundà com a Foot Ball Club Unione Venezia per tal d'evitar la seva completa desaparició, això no obstant, l'equip fou reubicat a la Serie D.
La temporada 2011-12, el Venezia va guanyar la Scudetto Dilettanti. El club va ascendir a la Lega Pro Prima Divisione (tercera divisió del futbol italià) la temporada 2013-14. Van acabar la temporada 2013-14 a la 10a posició, a falta d'una posició per assolir els playoffs d'ascens a la Sèrie B.
Després de la tercera fallida del club, el club es va tornar a fundar com el Venezia Football Club, i va ser admès a la Serie D per a la temporada 2015-16.

## Jugadors històrics destacats
- Ezio Loik
- Alessandro Mancini
- Filippo Maniero
- Valentino Mazzola
- Mario Cvitanović
- Marco Delvecchio
- Federico Magallanes
- Rubén Maldonado
- Dejan Petković
- Álvaro Recoba
- Fabio Rossitto
- Juan Santisteban
- Christian Vieri

## Palmarès
- 1 Coppa Italia: 1941